# 米兰·兹韦尔
米兰·兹韦尔（1962年—），斯洛文尼亚政治人物、社会学家、政治学家。目前担任斯洛文尼亚民主党副主席。2004年至2008年，担任斯洛文尼亚教育与体育部部长。